# Mistrzostwa Polski w hokeju na trawie mężczyzn
Mistrzostwa Polski w hokeju na trawie mężczyzn – najważniejsze klubowe rozgrywki dla mężczyzn w hokeju na trawie w Polsce.
Pierwszą edycję rozegrano w 1927 r. Najwięcej tytułów mistrzowskich w dotychczasowych 88 edycjach (w latach 1927–2025) wywalczył Grunwald Poznań – 28 razy, Sparta Gniezno – 14 razy, a po 12 razy triumfowały Pocztowiec Poznań i Warta Poznań. Od 1927 r. do sezonu 2018/19 rozgrywki o mistrzostwo Polski prowadził Polski Związek Hokeja na Trawie. Od sezonu 2019/20 prowadzone są one pod nadzorem spółki Hokej Superliga.

## Medaliści
| Edycja | Rok  | 1. miejsce              | 2. miejsce                                     | 3. miejsce                      |
| 1      | 1927 | KH Siemianowice Śląskie | Klub Łyżwiarski Poznań*                        | Poznańskie Towarzystwo Hokejowe |
| 2      | 1928 | KH Lechia Poznań        | Klub Łyżwiarski Poznań*                        | KH Siemianowice Śląskie         |
| 3      | 1929 | KH Lechia Poznań        | Czarni Poznań                                  | Venetia Ostrów Wielkopolski     |
| 4      | 1930 | KH Siemianowice Śląskie | KH Lechia Poznań                               | Venetia Ostrów Wielkopolski     |
| 5      | 1931 | KH Lechia Poznań        | Czarni Poznań                                  | Warta Poznań                    |
| 6      | 1935 | WKS Poznań              | Stella Gniezno                                 | Zuchowaci Poznań                |
| 7      | 1936 | WKS Poznań              | Czarni Poznań                                  | Zuchowaci Poznań                |
| 8      | 1937 | Czarni Poznań           | WKS Poznań                                     | Stella Gniezno                  |
| 9      | 1938 | WKS Poznań              | Warta Poznań                                   | Czarni Poznań                   |
| 10     | 1946 | KH Lechia Poznań        | Stella Gniezno                                 | KKS Gniezno                     |
| 11     | 1947 | Stella Gniezno          | Czarni Poznań                                  | KKS Gniezno                     |
| 12     | 1948 | Stella Gniezno          | ZZK Gniezno                                    | Czarni Poznań                   |
| 13     | 1949 | Stella Gniezno          | Czarni Poznań                                  | Chrobry Gniezno                 |
| 14     | 1950 | Związkowiec Gniezno     | Kolejarz Gniezno                               | Włókniarz Poznań                |
| 15     | 1951 | Spójnia Gniezno         | Kolejarz Poznań                                | Kolejarz Gniezno                |
| 16     | 1952 | Spójnia Gniezno         | Stal Siemianowice                              | Stal Poznań                     |
| 17     | 1953 | Spójnia Gniezno         | OWKS Wrocław                                   | Stal Poznań                     |
| 18     | 1954 | OWKS Wrocław            | Spójnia Gniezno                                | Stal Poznań                     |
| 19     | 1955 | OWKS Poznań             | Start Gniezno                                  | Sparta Gniezno                  |
| 20     | 1956 | Stella Gniezno          | OWKS Poznań                                    | Warta Poznań                    |
| 21     | 1957 | Stella Gniezno          | Warta Poznań                                   | Grunwald Poznań                 |
| 22     | 1958 | Stella Gniezno          | Grunwald Poznań                                | Warta Poznań                    |
| 23     | 1959 | Sparta Gniezno          | Grunwald Poznań                                | Start Gniezno                   |
| 24     | 1961 | Sparta Gniezno          | Warta Poznań                                   | Grunwald Poznań                 |
| 25     | 1962 | Sparta Gniezno          | Warta Poznań                                   | Grunwald Poznań                 |
| 26     | 1963 | Warta Poznań            | Grunwald Poznań                                | HKS Siemianowiczanka            |
| 27     | 1964 | Sparta Gniezno          | Warta Poznań                                   | HKS Siemianowiczanka            |
| 28     | 1965 | Warta Poznań            | Sparta Gniezno                                 | Grunwald Poznań                 |
| 29     | 1966 | Grunwald Poznań         | Warta Poznań                                   | HKS Siemianowiczanka            |
| 30     | 1967 | Warta Poznań            | Sparta Gniezno                                 | Grunwald Poznań                 |
| 31     | 1968 | Warta Poznań            | Sparta Gniezno                                 | Stella Gniezno                  |
| 32     | 1969 | Warta Poznań            | Sparta Gniezno                                 | Lech Poznań                     |
| 33     | 1970 | Warta Poznań            | HKS Siemianowiczanka                           | Grunwald Poznań                 |
| 34     | 1971 | Warta Poznań            | Grunwald Poznań                                | Polonia Środa Wielkopolska      |
| 35     | 1972 | Warta Poznań            | Grunwald Poznań                                | Lech Poznań                     |
| 36     | 1973 | Warta Poznań            | Grunwald Poznań                                | Stella Gniezno                  |
| 37     | 1974 | Stella Gniezno          | Warta Poznań                                   | Grunwald Poznań                 |
| 38     | 1975 | Warta Poznań            | Grunwald Poznań                                | Sparta Gniezno                  |
| 39     | 1976 | Warta Poznań            | Lech Poznań                                    | Polonia Środa Wielkopolska      |
| 40     | 1977 | Lech Poznań             | Warta Poznań                                   | Pocztowiec Poznań               |
| 41     | 1978 | Lech Poznań             | Warta Poznań                                   | Pocztowiec Poznań               |
| 42     | 1979 | Pocztowiec Poznań       | Lech Poznań                                    | LKS Rogowo                      |
| 43     | 1980 | Warta Poznań            | Pocztowiec Poznań                              | Lech Poznań                     |
| 44     | 1981 | Pocztowiec Poznań       | Warta Poznań                                   | LKS Rogowo                      |
| 45     | 1982 | Pocztowiec Poznań       | LKS Rogowo                                     | Warta Poznań                    |
| 46     | 1983 | Pocztowiec Poznań       | LKS Rogowo                                     | Lech Poznań                     |
| 47     | 1984 | Lech Poznań             | Pocztowiec Poznań                              | Pomorzanin Toruń                |
| 48     | 1985 | Lech Poznań             | Pocztowiec Poznań                              | Grunwald Poznań                 |
| 49     | 1986 | Lech Poznań             | Pocztowiec Poznań                              | Grunwald Poznań                 |
| 50     | 1987 | Lech Poznań             | Grunwald Poznań                                | Pomorzanin Toruń                |
| 51     | 1988 | Pocztowiec Poznań       | Lech Poznań                                    | Pomorzanin Toruń                |
| 52     | 1989 | Lech Poznań             | Pomorzanin Toruń                               | Grunwald Poznań                 |
| 53     | 1990 | Pomorzanin Toruń        | Grunwald Poznań                                | AZS Katowice                    |
| 54     | 1991 | Pocztowiec Poznań       | Grunwald Poznań                                | Pomorzanin Toruń                |
| 55     | 1992 | Grunwald Poznań         | MLKS Gąsawa                                    | Pocztowiec Poznań               |
| 56     | 1993 | Grunwald Poznań         | Pocztowiec Poznań                              | Pomorzanin Toruń                |
| 57     | 1994 | Grunwald Poznań         | Pocztowiec Poznań                              | Pomorzanin Toruń                |
| 58     | 1995 | Pocztowiec Poznań       | Grunwald Poznań                                | Pomorzanin Toruń                |
| 59     | 1996 | Grunwald Poznań         | Pocztowiec Poznań                              | Polonia Środa Wielkopolska      |
| 60     | 1997 | Grunwald Poznań         | Pocztowiec Poznań                              | Polonia Środa Wielkopolska      |
| 61     | 1998 | Pocztowiec Poznań       | Grunwald Poznań                                | Pomorzanin Toruń                |
| 62     | 1999 | Grunwald Poznań         | Pocztowiec Poznań                              | Pomorzanin Toruń                |
| 63     | 2000 | Grunwald Poznań         | Polonia Środa Wielkopolska                     | Pocztowiec Poznań               |
| 64     | 2001 | Grunwald Poznań         | Pocztowiec Poznań                              | Polonia Środa Wielkopolska      |
| 65     | 2002 | Grunwald Poznań         | Pocztowiec Poznań                              | LKS Gąsawa                      |
| 66     | 2003 | Grunwald Poznań         | Pocztowiec Poznań                              | Start 1954 Gniezno              |
| 67     | 2004 | Pocztowiec Poznań       | Grunwald Poznań                                | Start 1954 Gniezno              |
| 68     | 2005 | Pocztowiec Poznań       | Grunwald Poznań                                | LKS Gąsawa                      |
| 69     | 2006 | Pocztowiec Poznań       | Grunwald Poznań                                | LKS Gąsawa                      |
| 70     | 2007 | Pocztowiec Poznań       | Grunwald Poznań                                | Pomorzanin Toruń                |
| 71     | 2008 | Grunwald Poznań         | Pocztowiec Poznań                              | AZS AWF Poznań                  |
| 72     | 2009 | Grunwald Poznań         | Pocztowiec Poznań                              | AZS AWF Poznań                  |
| 73     | 2010 | Grunwald Poznań         | Pomorzanin Toruń                               | Pocztowiec Poznań               |
| 74     | 2011 | Grunwald Poznań         | Pomorzanin Toruń                               | Warta Poznań                    |
| 75     | 2012 | Grunwald Poznań         | Pocztowiec Poznań (AZS Politechnika Poznańska) | Pomorzanin Toruń                |
| 76     | 2013 | Grunwald Poznań         | AZS Politechnika Poznańska                     | Start 1954 Gniezno              |
| 77     | 2014 | Pomorzanin Toruń        | Grunwald Poznań                                | Start 1954 Gniezno              |
| 78     | 2015 | Grunwald Poznań         | Pomorzanin Toruń                               | AZS AWF Poznań                  |
| 79     | 2016 | Grunwald Poznań         | AZS AWF Poznań                                 | Pomorzanin Toruń                |
| 80     | 2017 | Grunwald Poznań         | AZS AWF Poznań                                 | LKS Gąsawa                      |
| 81     | 2018 | Grunwald Poznań         | Pomorzanin Toruń                               | LKS Gąsawa                      |
| 82     | 2019 | Grunwald Poznań         | Pomorzanin Toruń                               | Warta Poznań                    |
| 83     | 2020 | Grunwald Poznań         | Pomorzanin Toruń                               | LKS Gąsawa                      |
| 84     | 2021 | Grunwald Poznań         | Pomorzanin Toruń                               | AZS AWF Poznań                  |
| 85     | 2022 | Grunwald Poznań         | Pomorzanin Toruń                               | AZS AWF Poznań                  |
| 86     | 2023 | Pomorzanin Toruń        | Grunwald Poznań                                | Stella Gniezno                  |
| 87     | 2024 | Grunwald Poznań         | Pomorzanin Toruń                               | AZS Politechnika Poznańska      |
| 88     | 2025 | Grunwald Poznań         | Pomorzanin Toruń                               | Warta Poznań                    |

Uwaga: w latach 1932–1934 mistrzostw Polski nie przeprowadzono, natomiast w 1939 r. mistrzostwa Polski przerwał wybuch II wojny światowej. W 1960 r. przeprowadzono zmianę systemu rozgrywek na „jesień-wiosna”.